# 1931 en France
Chronologie de la France
- 1927
- 1928
- 1929
- 1930
- 1931
- 1932
- 1933
- 1934
- 1935

Cette page concerne l'année 1931 du calendrier grégorien.

## Événements
- 1er janvier : mise en circulation du premier autorail Renault sur le réseau d’État[1].

- 27 janvier-13 juin : Pierre Laval président du Conseil[2], sans la participation des radicaux.

- 4 mars : le bulletin de salaire devient obligatoire[3].
- 8 mars : recensement général de la population. La France compte 41 834 923 habitants dont 2 890 923 étrangers[4]. La population urbaine dépasse la population rurale pour la première fois (villes de plus de 2 000 habitants)[5].
- 28 mars : la « banquière » Marthe Hanau, fondatrice de la Gazette du Franc et des Nations, est condamnée à deux ans de prison pour abus de confiance et escroquerie[6].

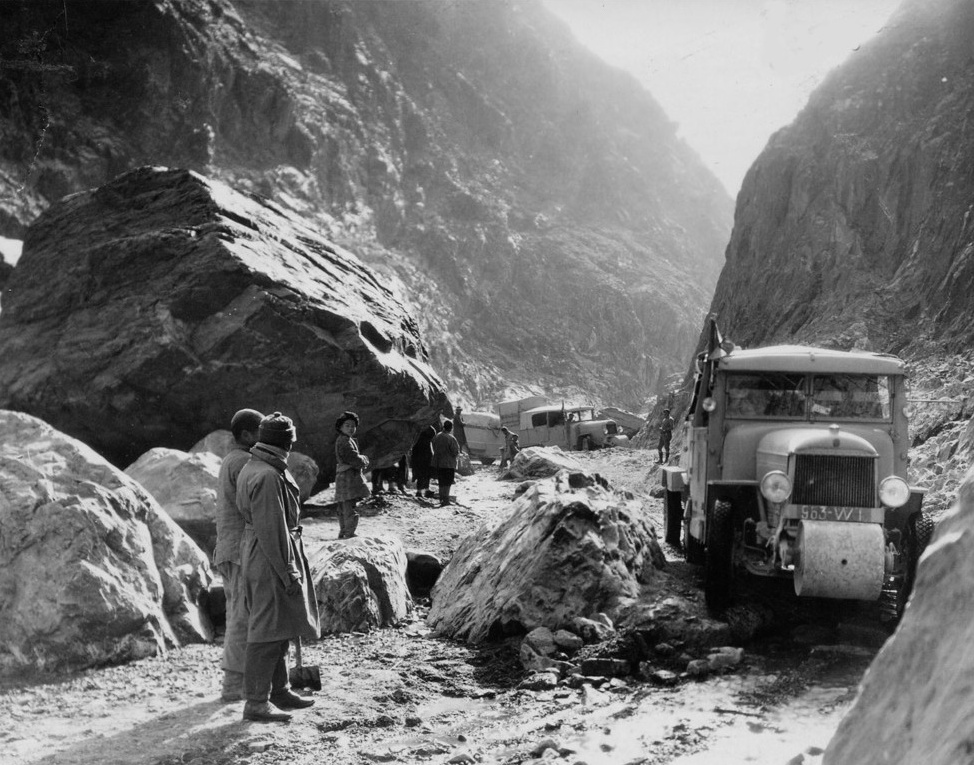
Croisière jaune : la traversée de la passe de Teksoun dans le Xinjiang en Chine par le groupe commandé par Victor Point.

- 4 avril : début de la croisière jaune, expédition organisée par Citroën entre Beyrouth et la Chine par la route de la soie (fin le 12 février 1932)[7].
- 8 avril : mariage au Palais d'Orléans à Palerme du futur prétendant orléaniste au trône de France le  « comte de Paris » et d'Isabelle d'Orléans-Bragance. Un parterre de plus d'un millier d'invités, altesses royales et impériales représentant l'ensemble des monarchies européennes, et de nombreux monarchistes français, notamment une délégation de l'Action française dirigée par Maurras et Daudet, ont fait le déplacement[8],[9].
- 14 avril : René Barthélemy réalise la première démonstration publique de télévision en France[10].
- 27 avril : décret créant la « région de Saïgon-Cholon » en Indochine française, fusion de Saïgon et de la ville chinoise de Cholon[11].

- 2 mai : Jean Prouvost, qui a acheté Paris-Soir en avril 1930 le transforme sous la direction de Pierre Lazareff en « quotidien d'informations illustrées » sur le modèle d'Excelsior. Le tirage passe de 60 000 à 134 000 exemplaires puis à un million en juin 1933 et à 1,8 million en moyenne en 1936[12].

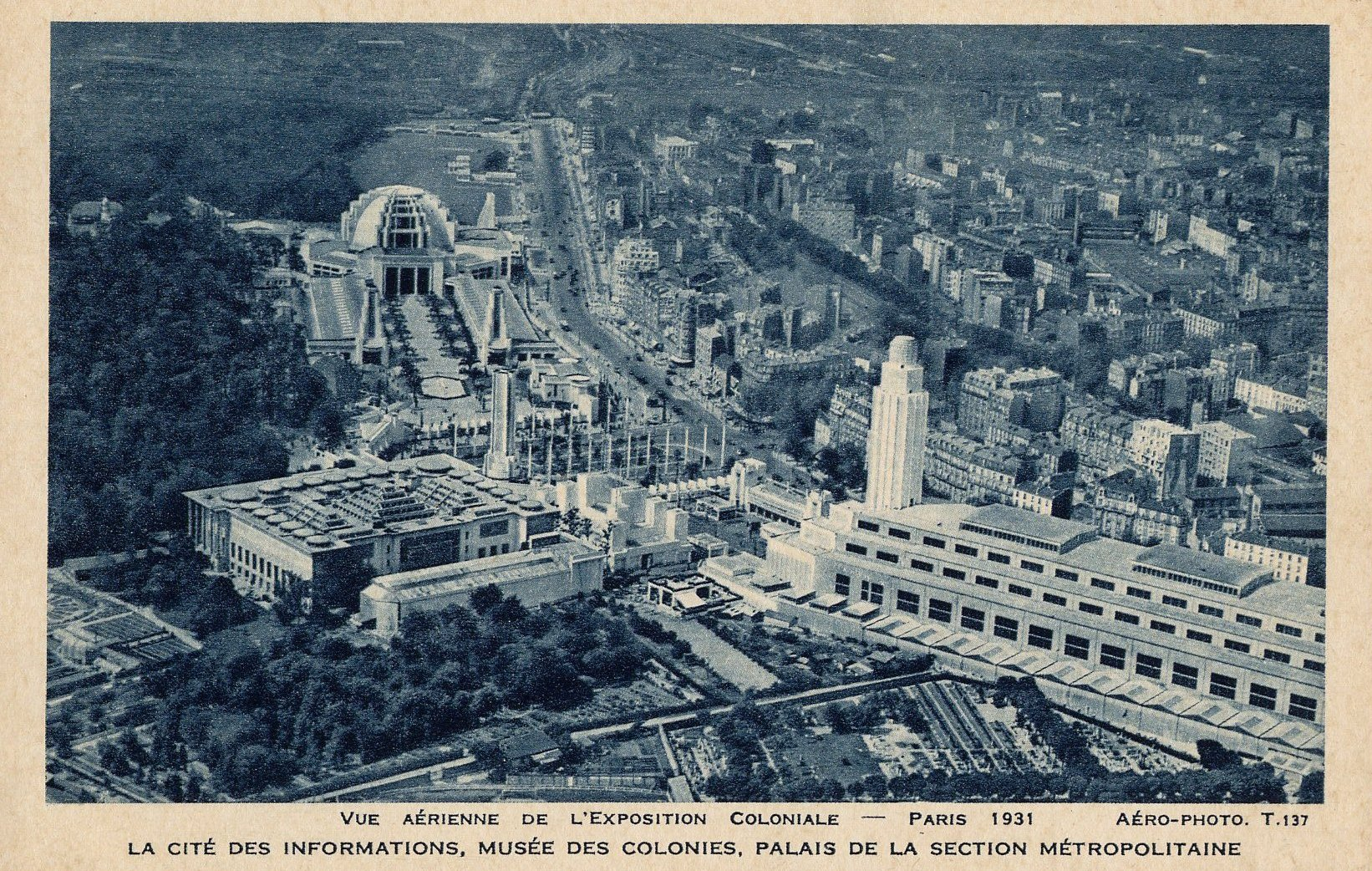

- 6 mai : ouverture de l’Exposition coloniale internationale  de Vincennes[13]. Elle accueille près de 8 millions de visiteurs pour 33 millions de billets vendus.

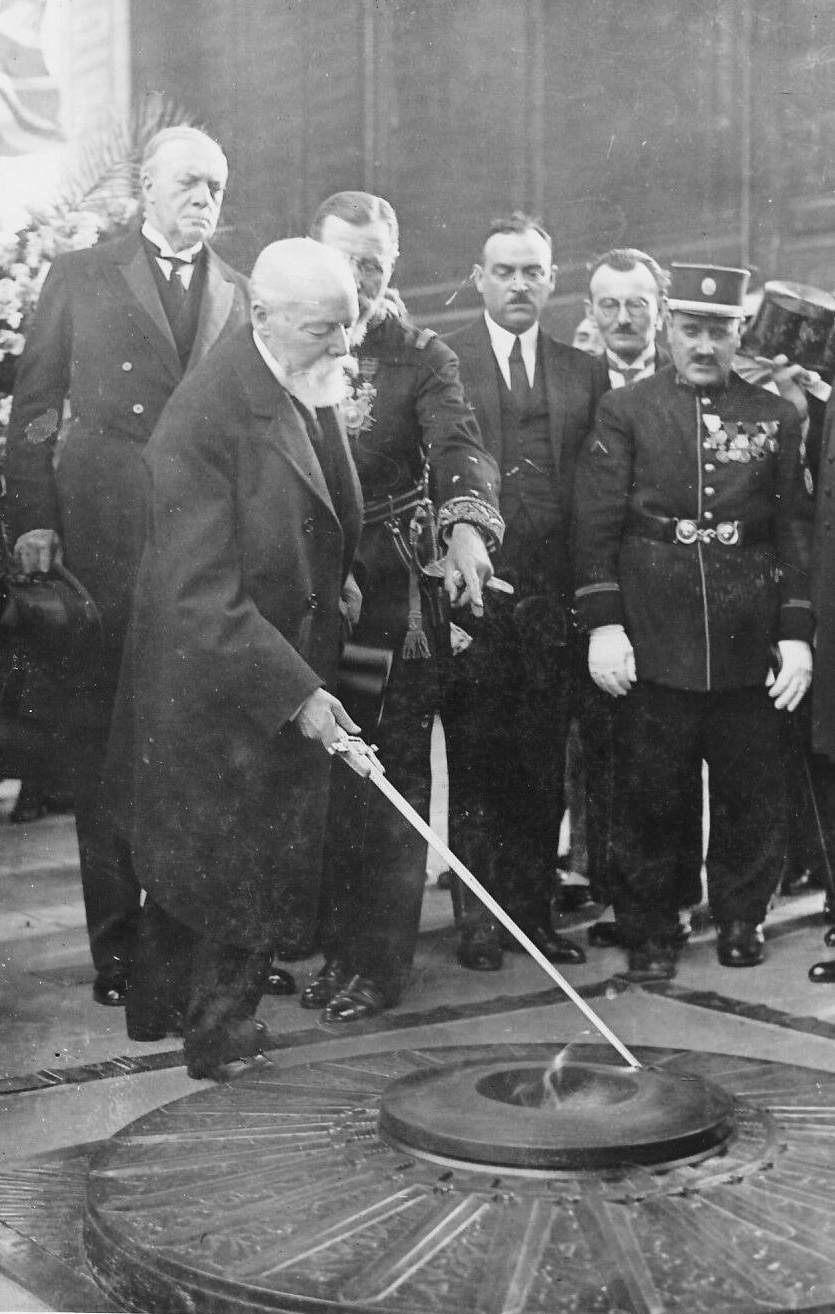
Paul Doumer sur la tombe du Soldat inconnu le jour de son investiture.

- 13 mai : Paul Doumer est élu Président de la République ; il succède à Gaston Doumergue le 13 juin (fin en 1932)[14].
- 13 juin : deuxième gouvernement Laval[2].
- 14 juin : le naufrage du vapeur Saint-Philibert à l'embouchure de la Loire fait 450 victimes[15].
- 18 juin : création officielle du Stade de Reims[16].
- 20 juin : moratoire Hoover qui propose un ajournement d’un an pour les dettes de guerre et les réparations[17].

- 4 juillet : loi sur le statut du vin[18].
- 23 juillet : le Sénat, érigé en Haute Cour, acquitte l'ancien garde des sceaux Raoul Péret, ambassadeur à Rome, René Besnard, Gaston Vidal et Albert Fabre inculpés dans l'affaire Oustric après avoir prouvé que les sommes reçues d'Oustric correspondaient à des honoraires[19].

- 1er, 5 et 8 août : début de l'« affaire du groupe Barbé-Celor » au sein du Parti communiste français. Henri Barbé et Pierre Celor sont mis en cause au cours d'une série de réunions du Bureau politique auxquelles participe un représentant de l'Internationale, Dmitri Manouïlski ; ils sont évincés du Bureau politique à la fin de l'année[20],[21].

- 11 août : accords de Londres sur les réparations. En vertu du moratoire Hoover, les paiements allemands sont suspendus pour un an[22].

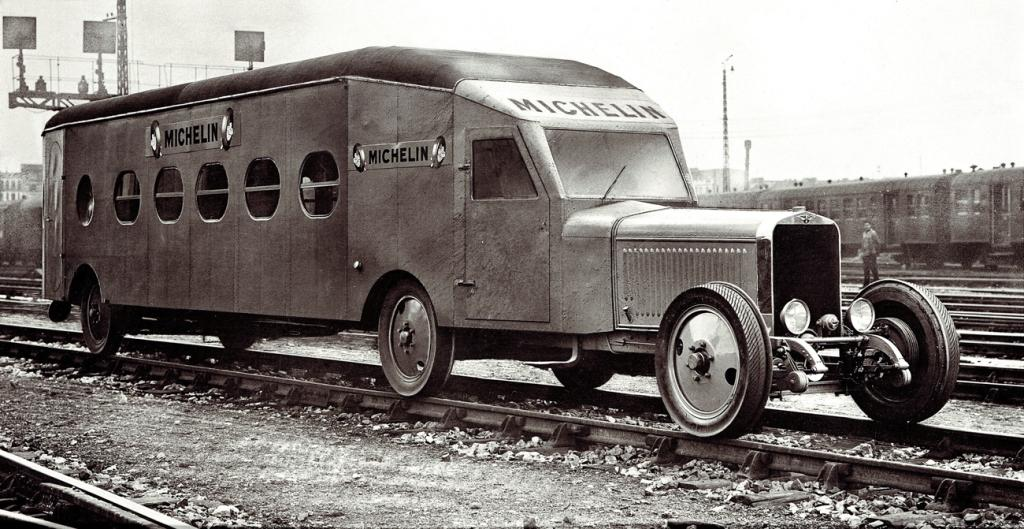
Prototype Micheline type 5 qui le 10 septembre 1931 a effectué Paris-Deauville en (à 107 km/h de moyenne) battant de 32 minutes le rapide de luxe.

- 10 septembre : démonstration de la Micheline, autorail sur pneu entre Paris et Deauville[1].

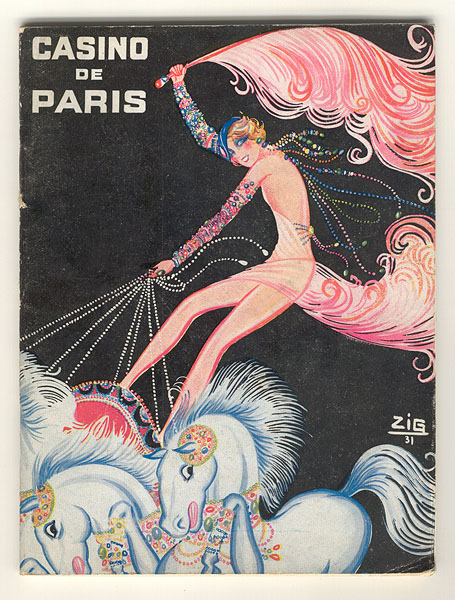
Publicité pour la revue Paris qui brille au Casino de Paris, par Louis Gaudin dit Zig.

- 17 octobre : Mistinguett fait sa rentrée au Casino de Paris dans la revue Paris qui brille, avec Jean Sablon[23].

- 8 novembre : trois bâtiments de guerre débarquent à Ajaccio un contingent de plus de 500 gendarmes et gardes mobiles, et une centaine de policiers armés avec des autos mitrailleuses pour mener une opération militaire contre les bandits corses[24].

- 1er décembre : ouverture du premier Prisunic rue de Caumartin à Paris[25].
- 27 décembre : congrès constitutif du Parti national breton à Landerneau[26].
- 28 décembre : le manque de développement économique local oblige l’État à prendre des mesures en ce sens. Une loi est votée, instaurant une Caisse de crédit aux départements et aux communes pour le perfectionnement de l'outillage national, départemental et communal. Cet organisme est habilité par l’État à accorder des prêts à taux avantageux aux entreprises souhaitant développer leur activité dans les collectivités locales. Cette caisse préfigure la création de l'actuel Crédit local de France[27].

## Naissances en 1931
- 6 février : Marc de Georgi, acteur français de doublage († 13 juin 2003).
- 11 juin : Frédérick Tristan, écrivain français (Prix Goncourt 1983).
- 17 juin : Yves Barsacq, acteur français († 4 octobre 2015).
- 31 août : Jean-Claude Rolland, acteur français. († 10 avril 1967).
- 13 octobre : Raymond Kopa, footballeur français
- 28 décembre : Serge Bourrier, acteur français († 27 décembre 2017).

## Décès en 1931
- 2 avril : André Michelin, ingénieur et industriel français.
- 23 avril : Jean-Victor Augagneur, homme politique français.